# Gare de Cosne-sur-Loire
Gare de Cosne-sur-Loire vasútállomás Franciaországban, Cosne-Cours-sur-Loire településen.

## Vasútvonalak
Az állomást az alábbi vasútvonalak érintik:
- Moret–Lyon-vasútvonal
- Laroche-Migennes-Cosne-vasútvonal

## Kapcsolódó állomások
A vasútállomáshoz az alábbi állomások vannak a legközelebb:
- Gare de Tracy - Sancerre (Lyon-Perrache pályaudvar, Moret–Lyon-vasútvonal)
- Gare de Briare (Gare de Moret - Veneux-les-Sablons, Moret–Lyon-vasútvonal)